# Cranaë luctuosa
Cranaë luctuosa är en insektsart som beskrevs av Bolívar, C. 1923. Cranaë luctuosa ingår i släktet Cranaë och familjen gräshoppor. Inga underarter finns listade i Catalogue of Life.